# Chuck (album de Sum 41)
Pour les articles homonymes, voir Chuck.
Albums de Sum 41
Does This Look Infected ?
(2002) Underclass Hero
(2007)
Singles
1. We're All to Blame
Sortie : 2 décembre 2002
2. Pieces
Sortie : 10 février 2003
3. Some Say  
Sortie : 23 juin 2003
4. No Reason  
Sortie : 23 juin 2003

Chuck est le quatrième album studio du groupe canadien Sum 41, sorti le 12 octobre 2004.

## Contexte
Le nom de l'album est un hommage à un représentant de l'ONU, Chuck Pelletier, dont les membres du groupe firent la connaissance lorsqu'il organise un rapatriement organisé dans l'urgence au Congo. Le groupe y tournait un documentaire intitulé From the Front Lines au profit de l'association canadienne War Child, lorsque la situation politique du pays s'est subitement aggravée. « On voulait utiliser notre célébrité pour réaliser quelque chose de positif. War Child Canada nous a rapidement semblé l'organisme le mieux placé pour nous aider à concrétiser notre projet, car il a souvent collaboré avec des artiste »", expliquait à l'époque Dave Baksh, le guitariste solo du groupe. Les quatre canadiens se retrouvent mêlés à des affrontements entre milices armées. « Chuck Pelletier a mis sur pied un plan d'évacuation. C'était un héros. Il a sauvé la vie de 45 personnes ce jour-là ! », explique Deryck Whibley à l'occasion de son retour du Congo.
L'album connut un bon succès critique, la presse saluant à la différence des autres albums la volonté de ne pas rendre ultra-commerciale leur musique, et surtout l'équilibre entre punk rock, heavy metal et pop rock.[réf. nécessaire]
Lors d'un sondage organisé sur Internet, les fans ont plébiscité No Reason comme chanson favorite de l'album devant We're All to Blame.

## Liste des titres
| Chuck | Chuck                   | Chuck  | Chuck | Chuck | Chuck | Chuck | Chuck | Chuck | Chuck |
| No    | Titre                   | Auteur | Durée |       |       |       |       |       |       |
| ----- | ----------------------- | ------ | ----- | ----- | ----- | ----- | ----- | ----- | ----- |
| 1.    | Intro                   | Sum 41 | 0:46  |       |       |       |       |       |       |
| 2.    | No Reason               | Sum 41 | 3:04  |       |       |       |       |       |       |
| 3.    | We're All to Blame      | Sum 41 | 3:38  |       |       |       |       |       |       |
| 4.    | Angels with Dirty Faces | Sum 41 | 2:23  |       |       |       |       |       |       |
| 5.    | Some Say                | Sum 41 | 3:26  |       |       |       |       |       |       |
| 6.    | The Bitter End          | Sum 41 | 2:51  |       |       |       |       |       |       |
| 7.    | Open Your Eyes          | Sum 41 | 2:44  |       |       |       |       |       |       |
| 8.    | Slipping Away           | Sum 41 | 2:29  |       |       |       |       |       |       |
| 9.    | I'm Not the One         | Sum 41 | 3:34  |       |       |       |       |       |       |
| 10.   | Welcome to Hell         | Sum 41 | 1:56  |       |       |       |       |       |       |
| 11.   | Pieces                  | Sum 41 | 3:02  |       |       |       |       |       |       |
| 12.   | There's No Solution     | Sum 41 | 3:18  |       |       |       |       |       |       |
| 13.   | 88                      | Sum 41 | 4:39  |       |       |       |       |       |       |
| 37:59 |                         |        |       |       |       |       |       |       |       |

| 14. | Noots | Sum 41 | 3:51 |

| 14. | Noots             | Sum 41 | 3:51 |
| 15. | Moron             | Sum 41 | 2:00 |
| 16. | Subject to Change | Sum 41 | 3:17 |

Le disque contient en plus une plage CD-Rom/multimédia sur laquelle figure un mini-match de basket entre Cone et Stevo, lequel se fait battre à plate couture.

## Collaborateurs
Sum 41
- "Biz" - chant, guitare rythmique
- Dave "Brownsound" - guitare solo
- "Cone" McCaslin - basse
- "Stevo" - batterie